# 앙골라 민족해방전선
앙골라 민족해방전선(포르투갈어: Frente Nacional de Libertação de Angola, FNLA)은 앙골라의 기독교 민주주의 우익 정당이며 과거 반군단체였다. 1956년 콩고족을 중심으로 콩고 왕국의 부흥을 목적으로 결성된 앙골라 북부 인민 동맹(UPNA)이 전신이며, 앙골라 내전 당시 앙골라 완전 독립 민족 동맹(UNITA)과 미국, 남아프리카 공화국, 중화인민공화국을 비롯한 앙골라의 우익 반군을 지원하는 국가들의 지원을 받으면서 앙골라 인민 해방 운동(MALA)과 소련군에 맞써 싸웠다.
앙골라 독립 후도 MPLP와 맞써 싸우기 위한 FNLA, UNITA 연합 사이의 내전은 계속되었지만, MPLA 정부는 북부에 지반을 가진 FNLA 및 카빈다 영토 해방 전선(FLEC)를 적극적으로 공격하는 한편 FNLA와 FLEC의 후견인이었다. 1978년 자이르의 모부투 세세 세코 정권이 FNLA와 FLEC을 지원했고 1979년 프랑스가 앙골라와의 국교를 정상화하면서 후원자를 잃은 FNLA의 세력은 크게 감소했다. 1990년대부터 무력 투쟁을 포기하고 정당 활동 노선으로 돌아서면서 FNLA도 합법적인 정치 노선을 걷게 된다.

## 같이 보기
- 앙골라 내전